# 安巴河
安巴河（满语：Amba Bira）是俄羅斯的河流，位於濱海邊疆區哈桑区內，發源自鲍里索夫高原东南缘，最終注入彼得大帝灣中的阿穆爾灣，河道全長63公里，流域面積330平方公里，闊度50至70米，深度1.5至2米。流量可达0.3米每秒。有252条水道，河网密度系数平均值为1.2公里每平方公里。夏季水位波动最多1.3米，92%的径流量集中在4月到11月。沿河从上到下分布着扎纳德沃罗夫卡和普罗瓦洛沃。